# M9 총검

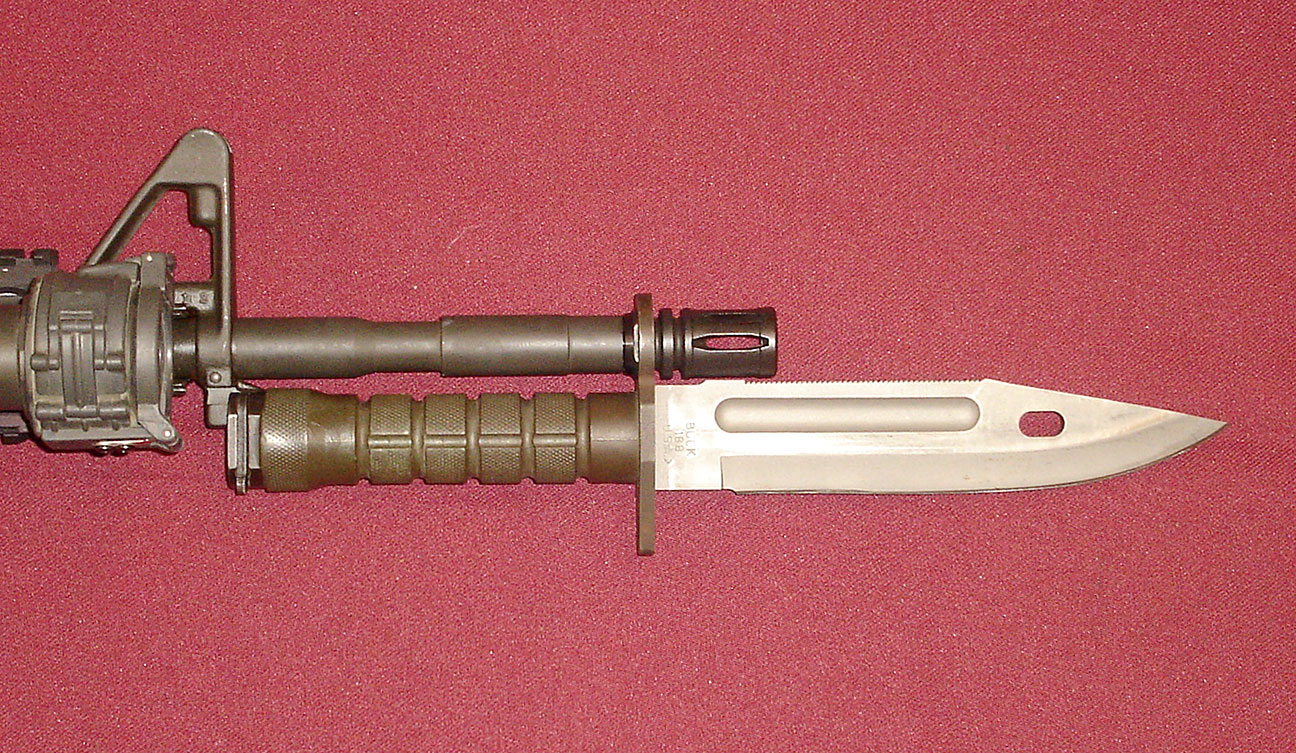

M9 총검은 미군의 제식 총검으로 현재는 총검 사용이 적어지면서 훈련 중에 쓰인다.

## 착검 가능 총기
- M16소총
- M4카빈
- K1A기관단총
- K2소총

## 파생형

### M9
1986년 미 육군의 M16A2 전용으로 보급이 시작된 기본형이다. 여러 기능을 두루 확보한 전투용 총검이나, 현재 총검술 교리의 비중이 과거에 비해 많이 낮아지면서 훈련에서만 쓰인다.

### M11
미 육군 제52폭발물처리부대의 수요에 맞춘 파생형이다. 단, 착검기능은 없고 망치형 손잡이이지만 칼날 재질은 동일하다.